# Slaget ved Buttington
Slaget ved Buttington stod i år 893 mellem en vikingehær og en alliance af angelsaksere og walisere.
Annalerne for 893 skriver, at en stor vikingehær var gået i land ved Lympne flodmunding i Kent, og at en mindre styrke var gået i land ved Themsens munding under den danske kong Hasting. De blev yderligere styrket af skibe fra danere, der allerede havde bosat sig i East Anglia og Northumbria, hvorfra et kontingent sejlede rundt om kysten og belejrede forskansede steder (en burh) og Exeter, der begge lå i Devon. Den engelske kong Alfred den Store ledte sin beredne mænd til Exeter, da han hørte om angrebet. Han lod Æthelred, ealdorman af Mercia og rådmændene Æthelhelm, Æthelnoth og andre om at forsvare de øvrige byer mod vikingehæren.
Kongens thegner formåede at samle en stor hær af både saksere og walisere. Den samlede hær belejrede vikingerne, der havde bygget en forskansning ved Buttington. Efter adskillige uger brød de sultende vikinger ud af deres forskansning blot for at blive slået af den store hær der ventede dem. Det drev mange vikinger på flugt.